# Erik Mobärg
Erik Mobärg (Undersåker, 22 giugno 1997) è uno sciatore freestyle svedese, specializzato nello ski cross.

## Biografia
Specializzato nello ski cross e attivo in gare FIS dal gennaio 2014, Mobärg ha debuttato in Coppa del Mondo il 14 febbraio 2015, giungendo 46º ad Åre e ha ottenuto il suo primo podio il 21 gennaio 2023, classificandosi 3º a Idre Fjäll, nella gara vinta dal fratello David. Ha vinto la medaglia la medaglia di bronzo ai Mondiali di Idre Fjäll 2021 e a Bakuriani 2023.

## Palmarès

### Mondiali
- 2 medaglie:
  - 2 bronzi (ski cross a Idre Fjäll 2021; ski cross a Bakuriani 2023)

### Mondiali juniores
- 1 medaglia:
  - 1 bronzo (ski cross a Chiesa in Valmalenco 2017)

### Coppa del Mondo
- Miglior piazzamento nella Coppa del Mondo di ski cross: 9º nel 2022
- 8 podi:
  - 2 vittorie
  - 1 secondo posto
  - 5 terzi posti

#### Coppa del Mondo - vittorie
| Data             | Luogo     | Paese   | Disciplina |
| ---------------- | --------- | ------- | ---------- |
| 2 febbraio 2024  | Alleghe   | Italia  | SX         |
| 24 febbraio 2024 | Reiteralm | Austria | SX         |

Legenda:

SX = Ski cross